# Ordre, loi et justice
Ordre, légalité, justice (OLJ, en bulgare : Ред, законност и справедливост) est un des partis du 41e parlement bulgare. Son chef est Yane Yanev (en), ancien député d'ODS, le groupe parlementaire du SDS au 39e parlement. 
Au cours des élections législatives du 5 juillet 2009 le parti a obtenu 4,16 %, soit 174 433 voix des votes et aura 10 députés.
OJL a souvent critiqué le parti ethnique, Mouvement des droits et des libertés, d'Ahmed Dogan et a même organisé un blocus de la frontière bulgaro-turque au jour des élections afin de prevenir l'afflux de musulmans qui ont double nationalité de voter dans les régions bulgares, ce qu'on appelle « tourisme électoral » (изборен туризъм).
Le chef de parti était de 2005 à 2006 Georgi Markov, puis Yane Yanev (en), mais on considère qu'Alexeï Petrov est à l'origine de sa création.